# Frank McAvennie
Francis McAvennie (ur. 22 listopada 1959 w Glasgow) – szkocki piłkarz występujący na pozycji napastnika.

## Kariera klubowa
McAvennie zawodową karierę rozpoczynał w 1981 roku w szkockim klubie St. Mirren. Spędził tam cztery lata. W sumie rozegrał tam 135 spotkań i zdobył 48 bramek. W 1985 roku odszedł do angielskiego West Hamu United. W First Division zadebiutował 17 sierpnia 1985 w przegranym 0:1 meczu z Birmingham City. W 1986 roku zespołem z nim 3. miejsce w First Division.
W 1987 roku McAvennie powrócił do Szkocji, gdzie został graczem Celtiku. Pierwszy ligowy mecz zaliczył tam 3 października 1987 roku przeciwko Hibernianowi (1:1). W 1988 roku zdobył z Celtikem mistrzostwo Szkocji oraz Puchar Szkocji.
W 1989 roku McAvennie ponownie trafił do West Hamu. Tym razem występował tam przez trzy lata. Następnie grał dla Aston Villi, północnoirlandzkiego Cliftonville oraz hongkońskiego South China. W 1992 roku po raz drugi został graczem Celtiku. W sezonie 1993/1994 przez kilka miesięcy był stamtąd wypożyczony do angielskiego Swindon Town. W 1994 roku wrócił do Szkocji, gdzie reprezentował barwy zespołów Airdrieonians, Falkirk oraz St. Mirren FC. W 1995 roku McAvennie zakończył karierę.

## Kariera reprezentacyjna
W reprezentacji Szkocji McAvennie zadebiutował 4 grudnia 1985 w zremisowanym 0:0 meczu baraży Mistrzostw Świata 1986 z Australią. W 1986 roku został powołany do kadry narodowej na mundial. Zagrał tam w pojedynkach z Danią (0:1) oraz RFN (1:2). Z tamtego turnieju Szkocja odpadła po fazie grupowej. W latach 1985–1988 w drużynie narodowej McAvennie rozegrał w sumie 5 spotkań i zdobył 1 bramkę.